# Noksak
Bei einem Noksak (Schleuderer) handelt es sich um einen bei den Inuit Labradors entwickelten Handschutz für das Speerschleudern, der aus einer Art Brett hergestellt wurde und seit etwa 5000 v. Chr. in Nordamerika in Gebrauch war. Das hölzerne Instrument verfügt über eine Vertiefung zum Einlegen des Projektils, vier Eingriffe für die Finger und ein Loch für den Daumen des Speerschleuderers.